# 論弓仁
論 弓仁（ろん きゅうじん、663年 - 723年4月5日）は、中国の唐の軍人。吐蕃のガル氏の出身。チベット名はガル・マンブジ（མགར་མང་བུ་རྗེ་）。ガル・トンツェンユルスン（禄東賛）の孫にあたる。

## 経歴
弓仁は、吐蕃のグンロンチェンポ（大宰相）の中の一人であるガル・ティンリンツェンジュの子として生まれた。父のガル・ティンリンツェンジュは対唐戦で多大な功績を挙げた名将だったが、ツェンポ（王）のティ・ドゥーソンから名声と専権ぶりを疎まれ、698年に謀殺された。699年に弓仁は吐谷渾の7000帳を率いて武周へ亡命した。また、弓仁は吐谷渾の間で名声があった為、別の1400帳も唐へ降っている。左玉鈐衛将軍に任じられ、酒泉郡公・食邑2000戸に封じられた。707年、唐の朔方軍前鋒游弈使。708年、左驍騎将軍となった。ときに張仁願が北方防衛のために3カ所の受降城を築くと、弓仁は諾真水・草心山に駐屯して防衛にあたった。
714年、突厥九姓が唐にそむくと、弓仁は軍を率いてゴビ砂漠を横断し、白檉林を越え、火抜部の喩多真の部落を降した。𨁂跌思太が乱を起こして赤柳澗で戦ったとき、弓仁はわずか騎兵500しか率いておらず、多数の敵に包囲されたが、弓仁は落ち着きはらって包囲を脱出してみせた。戦歴は大小の戦い数百を数え、敗北したことが無かったとされる。左驍衛大将軍に累進し、帰徳州都督使を兼ねた。720年、左驍衛大将軍のまま、朔方節度副大使に任じられた。歴戦のため戦傷が多く、労苦を重ねて発疹が生じたという。玄宗は医師を派遣してかれの病状を診させた。723年に世を去ると、撥川郡王の位を追贈され、諡を忠といった。
孫に論惟貞があった。

## 伝記資料
- 『新唐書』巻110 列伝第35「論弓仁伝」
- 撥川郡王碑